# Conejos County
Conejos County är ett administrativt område i delstaten Colorado, USA. År 2010 hade countyt 8 256 invånare. Den administrativa huvudorten (county seat) är Conejos. 

## Geografi
Enligt United States Census Bureau så har countyt en total area på 3 343 km². 3 334 km² av den arean är land och 9 km² är vatten. 

### Angränsande countyn
- Rio Grande County, Colorado - Nord
- Alamosa County, Colorado - Nordöst
- Costilla County, Colorado - Öst
- Taos County, New Mexico - Sydöst
- Rio Arriba County, New Mexico - Syd
- Archuleta County, Colorado - Väst